# Pellona flavipinnis
La mandufia de río, anchoa de río, sardina de río, lacha pelada, saraca o pellona de río de aletas amarillas (Pellona flavipinnis) es una especie de agua dulce del género de peces clupeiformes Pellona, de la familia Pristigasteridae. Habita en ecosistemas acuáticos de clima templado del norte, centro y este de Sudamérica. La mayor longitud que alcanza ronda los 73 cm de largo total.

## Taxonomía
Esta especie fue descrita originalmente en el año 1836 por el zoólogo francés Achille Valenciennes.
Localidad tipo
La localidad tipo es: “Buenos Aires”.

## Distribución y hábitat
Se distribuye en el norte, centro y este de América del Sur, desde Venezuela, Colombia y las Guayanas hasta el sudeste del Brasil, el sur y sudeste del Uruguay, y el centro-este de la Argentina, en aguas dulces templadas y cálidas y en sus tramos estuariales al desembocar en el océano Atlántico occidental, en las cuencas del Amazonas y del Plata, en las subcuencas de los ríos Uruguay inferior y Paraná inferior, llegando por esta última hasta el Paraguay.
Es eminentemente una especie fluvial, al parecer, no penetra en las aguas marinas, si bien en la desembocadura de los ríos toleraría un cierto nivel de halinidad. Su carne es de baja calidad.